# Черемшанка (Казахстан)
Черемша́нка (каз. Черемшанка) — село у складі Глибоківського району Східноказахстанської області Казахстану. Адміністративний центр та єдиний населений пункт Черемшанського сільського округу.
Населення — 2412 осіб (2021; 3300 у 2009, 3933 у 1999, 4108 у 1989).
Національний склад станом на 1989 рік:
- росіяни — 100 %